# جامع زاخو الكبير
جامع زاخو الكبير من مساجد العراق الأثرية القديمة، حيث شيد وبني في عام 20 هـ/641م، في أول دخول الإسلام إلى العراق، ويقع في مدينة زاخو في محافظة دهوك بمنطقة إقليم كردستان العراق، وتبلغ مساحة الجامع حوالي 4500م2، ويحتوي الحرم على مصلى واسع يتسع لأكثر من 1000 مصل، وتعلو المبنى قبة خضراء قديمة، مع منارة لمئذنة عالية شُيّدت حديثاً.
وتقام في الجامع صلاة الجمعة وصلاة العيدين والصلوات الخمس.
ويحتوي الجامع على مبنى مدرسة دينية تعلم ودرس فيها الكثير من علماء منطقة كردستان العراق.
وكان يقصد المدرسة طلاب المدن المجاورة مثل ديار بكر، وغيرها، حيث يكتظ المكان في وقتها بطلاب العلم ولقد تحول مكان المدرسة فيما بعد إلى مكان آخر قرب جامع الجودي، وعلى ضفاف نهر الخابور.
وجرى هدم الجامع عام 1390 هـ/1970م، وأُعيد بناؤه في نفس العام، ومن أهم الأئمة والخطباء الذين تعاقبوا على منصب الإمامة والخطابة فيه:
- الملا يونس.
- الملا أحمد عبد الخالق.
- الملا إسماعيل نعمة الله.
- الملا أحمد اسيمان أحمد.
- الملا محمد شمس الدين.
- الملا أحمد عبد الرحمن.

وحاليا الملا أحمد اسيمان أحمد للمرة الثانية ولحد الآن.